# Hospet
Hospet ou Hosapete est une ville de l'État du Karnataka en Inde, dans le District de Vijayanagara.

## Galerie

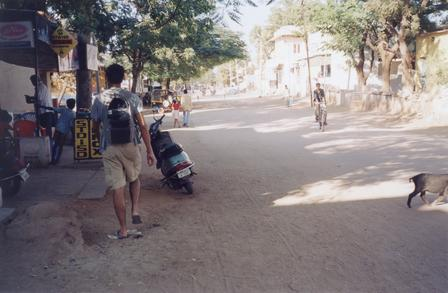
Une rue d'Hospet
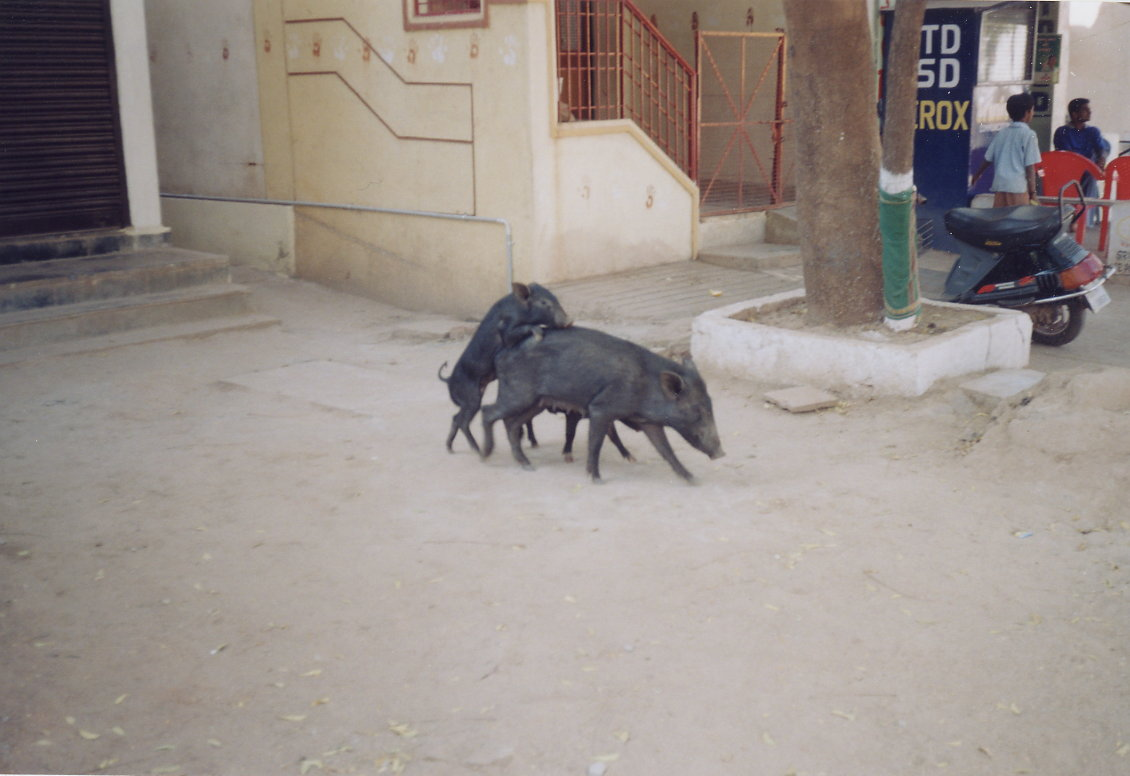
Cochons dans une rue d'Hospet